# Dawid Hućko
Dawid Hućko (ur. 7 stycznia 1990 w Rzeszowie) – polski hokeista.

## Kariera klubowa
- KH Sanok (2006–2011)
  -  Polonia Bytom (2010–2011)
- HC GKS Katowice (2011–2012)
- UKH Dębica (2012–2017)
- Ciarko KH 58 Sanok (2017/2018)

Wychowanek KH Sanok. Od 2010 do 2011 występował z przerwami na zasadzie wypożyczenia w Polonii Bytom. Od grudnia 2011 hokeista HC GKS Katowice.
Od sezonu 2012/2013 kontynuował karierę sportową na amatorskim poziomie II ligi w klubie UKH Cheeloo. W kolejnych sezonach grał w zespole UKH w I lidze, w tym ponownie od 2016.

## Sukcesy
- Puchar Polski: 2010 z Ciarko KH Sanok
- Awans do PLH: 2012 z HC GKS Katowice